# Cociente Droop
La cuota Droop o cociente Droop es una fórmula utilizada en sistemas de representación proporcional que representa el número de votos requeridos para obtener un escaño. Se utiliza en sistemas electorales de voto único transferible o en sistemas de representación proporcional por listas electorales que utilizan el método del resto mayor.
Algunos países que lo emplean son por ejemplo Irlanda, Malta o Australia, entre otros. Este método es similar al cociente Hagenbach-Bischoff, que a veces se identifica como "Cociente Droop"; sin embargo no deben ser confundidos.

## Reparto
Si se eligen {\displaystyle n} escaños para un cuerpo colegiado, y se emiten {\displaystyle m} votos válidos, se establece un cociente {\displaystyle q} el cual servirá para repartir los votos. Este cociente se calcula mediante la fórmula:
{\displaystyle q=1+{\frac {m}{n+1}}.}
con {\displaystyle q} aproximado al entero más próximo.
Si la {\displaystyle i}-ésima lista de {\displaystyle I} listas inscritas obtiene {\displaystyle m_{i}} votos, esta lista tendrá {\displaystyle e_{i}} escaños por cociente y {\displaystyle r_{i}} votos por residuo mediante la fórmula: {\displaystyle m_{i}=qe_{i}+r_{i}}.
{\displaystyle e_{i}=\left\lfloor {\frac {m_{i}}{q}}\right\rfloor ,r_{i}=m_{i}-qe_{i}}
Sea {\displaystyle k} el número de escaños que no son obtenidos por cociente:
{\displaystyle k=n-\sum _{i=1}^{I}e_{i}}
Estos {\displaystyle k} escaños son repartidos entre los mejores {\displaystyle k} residuos {\displaystyle r_{i}}.
De esta forma, el número total de escaños del {\displaystyle i}-ésimo partido será {\displaystyle p_{i}=e_{i}} o {\displaystyle p_{i}=e_{i}+1}.

## Características
Habitualmente su efecto es más favorable a los partidos mayores que el que obtienen mediante la aplicación del sistema de Hare, aunque menos que por el sistema Imperiali. Usualmente habrá menos candidatos elegidos por cociente que escaños disponibles. Los escaños faltantes se suelen repartir por un sistema como el método del resto mayor.

## Ejemplos
Suponiendo que se presenten siete partidos para elegir 21 escaños, los partidos reciben 1.000.000 votos repartidos así:
| Partido A | 391.000 votos |
| Partido B | 311.000 votos |
| Partido C | 184.000 votos |
| Partido D | 73.000 votos  |
| Partido E | 27.000 votos  |
| Partido F | 12.000 votos  |
| Partido G | 2.000 votos   |

| Partido              |                           | Partido A                 | Partido B                 | Partido C                 | Partido D                 | Partido E                 | Partido F                 | Partido G                 | Total     |
| -------------------- | ------------------------- | ------------------------- | ------------------------- | ------------------------- | ------------------------- | ------------------------- | ------------------------- | ------------------------- | --------- |
| Votos por partido    | {\displaystyle m_{i}}     | 391.000                   | 311.000                   | 184.000                   | 73.000                    | 27.000                    | 12.000                    | 2.000                     | 1.000.000 |
| Cociente             | {\displaystyle 1+m/(n+1)} | {\displaystyle 1+m/(n+1)} | {\displaystyle 1+m/(n+1)} | {\displaystyle 1+m/(n+1)} | {\displaystyle 1+m/(n+1)} | {\displaystyle 1+m/(n+1)} | {\displaystyle 1+m/(n+1)} | {\displaystyle 1+m/(n+1)} | 45.456    |
| Escaños por cociente | {\displaystyle e_{i}}     | 8                         | 6                         | 4                         | 1                         | 0                         | 0                         | 0                         | 19        |
| Votos por cociente   | {\displaystyle qe_{i}}    | 363.648                   | 272.736                   | 181.824                   | 45.456                    | 0                         | 0                         | 0                         | 863.664   |
| Votos de residuo     | {\displaystyle r_{i}}     | 27.352                    | 38.264                    | 2.176                     | 27.544                    | 27.000                    | 12.000                    | 2.000                     | 136.336   |
| Escaños por residuo  |                           |                           | +1                        |                           | +1                        |                           |                           |                           | +2        |
| Total de escaños     | {\displaystyle p_{i}}     | 8                         | 7                         | 4                         | 2                         | 0                         | 0                         | 0                         | 21        |